# 홍수헌
홍수헌(1640년 ~ 1711년)은 조선 후기의 문신으로, 본관은 남양이며, 노론의 핵심 인물로, 김창집, 이이명, 이유, 이여와 친분이 두터웠다. 민진후, 민진원과도 깊이 두터운 사이였다.

## 생애
숙종 때인 1685년, 문과에 급제한 뒤 정언, 수찬, 지평을 거쳐서 부수찬을 하다가 다시 함경도암행어사로 나가 민정을 다스렸고 교리, 수찬, 검토관을 했다. 이후에 헌납, 수찬, 부교리, 이조좌랑 등을 두루 한 뒤에 수찬, 이조좌랑, 런납, 사예, 겸필선, 부교리, 집의 등을 했으며 기사환국 때 쫓겨났다가 갑술환국 이후 복귀해서 부교리, 겸필선, 집의, 보덕을 거쳐 승지가 되고 대사간을 거쳐 대사성이 된다. 이후 대사간에 다시 임명되고 이조참의로 승진한다. 이후 승지, 대사성, 부제학 등을 두루 거쳐서 다시 대사간, 대사성, 부제학을 하다가 이조참판이 되고 연이어 우참찬, 대사헌을 거쳐 좌참찬, 이조판서, 공조판서까지 한다. 대사헌으로 동지관사를 겸하고 판의금부사, 공조판서, 홍문관제학 등을 한 뒤 다시 공조판서, 홍문관제학, 호조판서, 판의금부사, 이조판서 등을 두루 했다. 연이어 좌참찬을 하고 다시 공조판서를 했으며 예조판서까지 했다.